# Légion estonienne
La légion estonienne (estonien : Eesti Leegion, allemand : Estnische Legion) était une unité militaire des Forces de soutien au combat des Waffen SS pendant la Seconde Guerre mondiale, composée principalement de soldats estoniens.

## Création
La formation de la légion a été annoncée le 28 août 1942 par les puissances occupantes allemandes en Estonie et officiellement établie le 1er octobre 1942. L’Oberführer Franz Augsberger fut nommé commandant de la légion et, plus tard, de la 3e brigade de volontaires SS estoniens. Cinq cents volontaires étaient apparus et s'étaient enrôlés dans la Légion le 13 octobre 1942. Au printemps 1943, des hommes supplémentaires furent recrutés dans les forces de police et leur nombre passa à 1 280.

## Unités

### Bataillon Narwa
Le bataillon Narwa est formé des 800 premiers hommes de la Légion qui ont terminé leur entraînement à Dębica (Heidelager en 1943) et sont envoyés en avril 1943 pour rejoindre la division SS Wiking en Ukraine. Ils ont remplacé le bataillon des volontaires finlandais, rappelé en Finlande pour des raisons politiques.
Le bataillon Narva était au centre de l'attaque de l'Armée rouge près d'Izjum, en Ukraine. L'unité est entrée dans la bataille avec huit cents hommes, et seul un tiers la quitta en état de se battre. L'Armée rouge, cependant, subit des pertes plus importantes avec plus de sept mille hommes tués et blessés, plus de cent chars ont été perdus.
Le bataillon Narwa a participé à la bataille de la poche Korsun-Cherkassy. En battant en retraite par la voie d'évasion appelée la porte de l'enfer, le bataillon subit de lourds tirs soviétiques avec peu de couverture. Le bataillon a perdu presque tout son équipement pendant le carnage tandis que la plupart des troupes ont échappé à l'encerclement.

### 3ebrigadeSS de volontaires estoniens
Afin de recruter plus d'hommes pour la légion, les puissances occupantes allemandes se sont tournées vers la mobilisation forcée en mars 1943 en appelant tous les hommes estoniens nés entre 1919 et 1924. En conséquence, 5 300 hommes ont été enrôlés dans la Légion estonienne et 6 800 pour le service de soutien à la Wehrmacht. Des conscrits ont été formés le deuxième régiment estonien et la brigade de volontaires SS estonienne a été créée le 5 mai 1943.
Un autre appel de conscription a été annoncé en octobre 1943 pour les hommes nés en 1925-1926. Par conséquent, afin d'éviter le projet, environ 5 000 hommes se sont enfuis en Finlande. La plupart de ces hommes se sont portés volontaires pour servir dans les forces de défense finlandaises et ont formé le Finnish Infantry Regiment 200. Les conscrits ont été inclus dans la Brigade des volontaires SS estoniens qui a été rebaptisée 3e Brigade des volontaires SS estoniens le 22 octobre 1944.

### 20edivisionSS (estonienne)
En janvier 1944, la situation militaire allemande sur le front de l'Est s'était tellement détériorée qu'un appel général à la conscription fut annoncé en Estonie le 1er février 1944. Dans l'espoir de restaurer l'indépendance de l'Estonie, le dernier Premier ministre de la république d'Estonie, Jüri Uluots, a apporté son soutien au projet. Le résultat étant qu'environ 38 000 hommes ont été enrôlés, les unités de la Légion estonienne, du Finnish Infantry Regiment 200 ont été renvoyées en Estonie et ont été réformées dans la 20e division SS (estonienne no 1).